# 420
Період падіння Західної Римської імперії. У Східній Римській імперії триває правління Феодосія II. У Західній формально править Гонорій, але значна частина території окупована варварами, зокрема в Іберії утворилося Вестготське королівство. У Китаї завешилося правління династії Цзінь, розпочалося правління династії Лю Сун. В Індії правління імперії Гуптів. У Японії триває період Ямато. У Персії править династія Сассанідів.
На території лісостепової України Черняхівська культура. У Північному Причорномор'ї готи й сармати. Історики VI століття згадують плем'я антів, що мешкало на території сучасної України приблизно з IV сторіччя. З'явилися гуни, підкорили остготів та аланів й приєднали їх до себе.

## Події
- Легендарний Фарамонд перевів франків через Рейн.
- Гуни під проводом братів Октара та Ругіли об'єднують навколо себе сусідні племена.
- У Китаї завершилося правління династії Цзінь на південь від Янцзи, розпочалося правління першої з південних династій Лю Сун.
- 30 жовтня — У Вифлеємі у віці близько 73 років помер Софроній Євсевій Ієронім, ранньохристиянський богослов і віровчитель

## Народились
- Лібій Север
- Майоріан

## Померли
- Святий Порфирій